# Nalbant
Nalbant es una comuna ubicada en el distrito de Tulcea, Rumania.

## Superficie
Posee una superficie de 119,4 kilómetros cuadrados.

## Demografía
Hasta 2021 la población era de 2113 habitantes, con una densidad de población de 17,69 habitantes por kilómetro cuadrado.